# Ptychoptera mesozoica
Ptychoptera mesozoica is een uitgestorven muggensoort uit de familie van de glansmuggen (Ptychopteridae). De wetenschappelijke naam van de soort werd voor het eerst geldig gepubliceerd in 1989 door Kalugina.